# Owen McCourt
Owen "Bud" McCourt, född 21 september 1884 i Cornwall, Ontario, död 7 mars 1907 i Cornwall, var en kanadensisk ishockeyspelare på amatörnivå. "Bud" McCourt spelade i Federal Amateur Hockey League (FAHL) för Cornwall Hockey Club, samt två matcher för Montreal Shamrocks i Eastern Canada Amateur Hockey League 1907.

## Dödsfall
Under en match i FAHL mellan Cornwall HC och Ottawa Victorias den 6 mars 1907 som urartade i våldsamt spel mottog "Bud" McCourt flera klubbslag mot huvudet, bland annat från Ottawa Victorias högerforward Charles Masson. McCourt återkom till matchen efter att blivit slagen medvetslös men förlorade efter matchen åter igen medvetandet och avled morgonen därefter av sina skador, 22 år gammal. Charles Masson åtalades efter händelsen först under åtalspunkten mord vilket senare reducerades till dråp, men friades från anklagelserna i rätten då det inte gick att klargöra vem det var i Ottawa Victorias lag som hade orsakat McCourts död.
McCourt var under sin korta ishockeykarriär en lovande målgörare och säsongen 1906–07 delade han på segern i FAHL:s målliga med lagkamraten Don Smith efter att ha gjort 16 mål på åtta matcher.